# Oriole jaune-verdâtre
Icterus parisorum
Espèce
Répartition géographique
- habitat permanent
- zone de nidification
- zone d'hivernage

Statut de conservation UICN

 LC  : Préoccupation mineure
L’Oriole jaune-verdâtre ou Oriole de Scott (Icterus parisorum) est une espèce d'Orioles. Cet oiseau noir et jaune, peu étudié vit dans les zones arides du sud des États-Unis et au Mexique.

## Origine du nom
Le nom commun « Oriole de Scott » fait référence au général américain Winfield Scott. En 2023, la Société américaine d'ornithologie annonce qu'elle va procéder au changement du nom commun de cette espèce, afin que celui-ci mentionne les particularités physiques de l'oiseau, et en raison du rôle de Winfield Scott dans le déplacement forcé des Cherokees,.

## Description morphologique

### Mensurations
Cet oiseau mesure de 19 à 23 cm de long et a une envergure variant de 25 à 34 cm, pour une masse variant de 32 à 41 g,,,. Ses ailes mesurent entre 9 et 10 cm de long et son bec de 2,1 à 2,4 cm.

### Plumages
Les mâles adultes ont le dos, la tête, la gorge, le centre de la poitrine, les ailes, et les plumes centrales de la queue de couleur noire. Le croupion, les plumes externes de la queue et le dessous du corps sont jaune citron, de même qu'une barre sur l'épaule, soulignée de blanc. Ils présentent en outre une fine bande blanche sur les ailes. Leur bec est noir, avec un peu de gris bleu à la base de la mandibule inférieure. En dehors de la saison de nidification, la bande blanche de l'aile est un peu plus large et les plumes du dos se bordent de gris tandis que celles du croupion et du dessus de la queue se teintent de gris ou de vert-olive.
Les femelles, plus pâles et terne sur le dos et le dessus de la tête (gris-olivâtre globalement, mais plus marronâtre sur la tête), ont une couleur jaune verdâtre sur les parties inférieures. Elles présentent en outre deux bandes blanches sur les ailes marron-grisâtre et quelques traits sombres sur le dos et les épaules. Elle présentent parfois (mais pas toujours) du noir sur la poitrine, surtout chez les femelles âgées. La queue est olivâtre, un peu plus jaune à la base.
Les femelles immatures ressemblent aux femelles plus âgées, mais n'ont jamais de noir sur la poitrine.
Les mâles juvéniles ressemblent aux femelles, mais ont la gorge et le centre de la poitrine plus sombres ; il leur faudra deux ans pour acquérir le plumage adulte.

### Espèce similaire
L'Oriole d'Audubon (Icterus graduacauda) est lui aussi noir et jaune et vit aussi aux États-Unis. Cependant, son dos est jaune-verdâtre et non noir, et sa queue est entièrement noire. De plus, les aires de répartition de ces deux espèces sont différentes.
Les femelles et les juvéniles peuvent être confondus avec les femelles et juvéniles d'Icterus cucullatus (Oriole masqué), qui sont gris sur les parties supérieures et jaune sale sur les parties inférieures, mais qui sont aussi plus petits et ne partagent pas vraiment la même aire de répartition.

## Comportement

### Alimentation

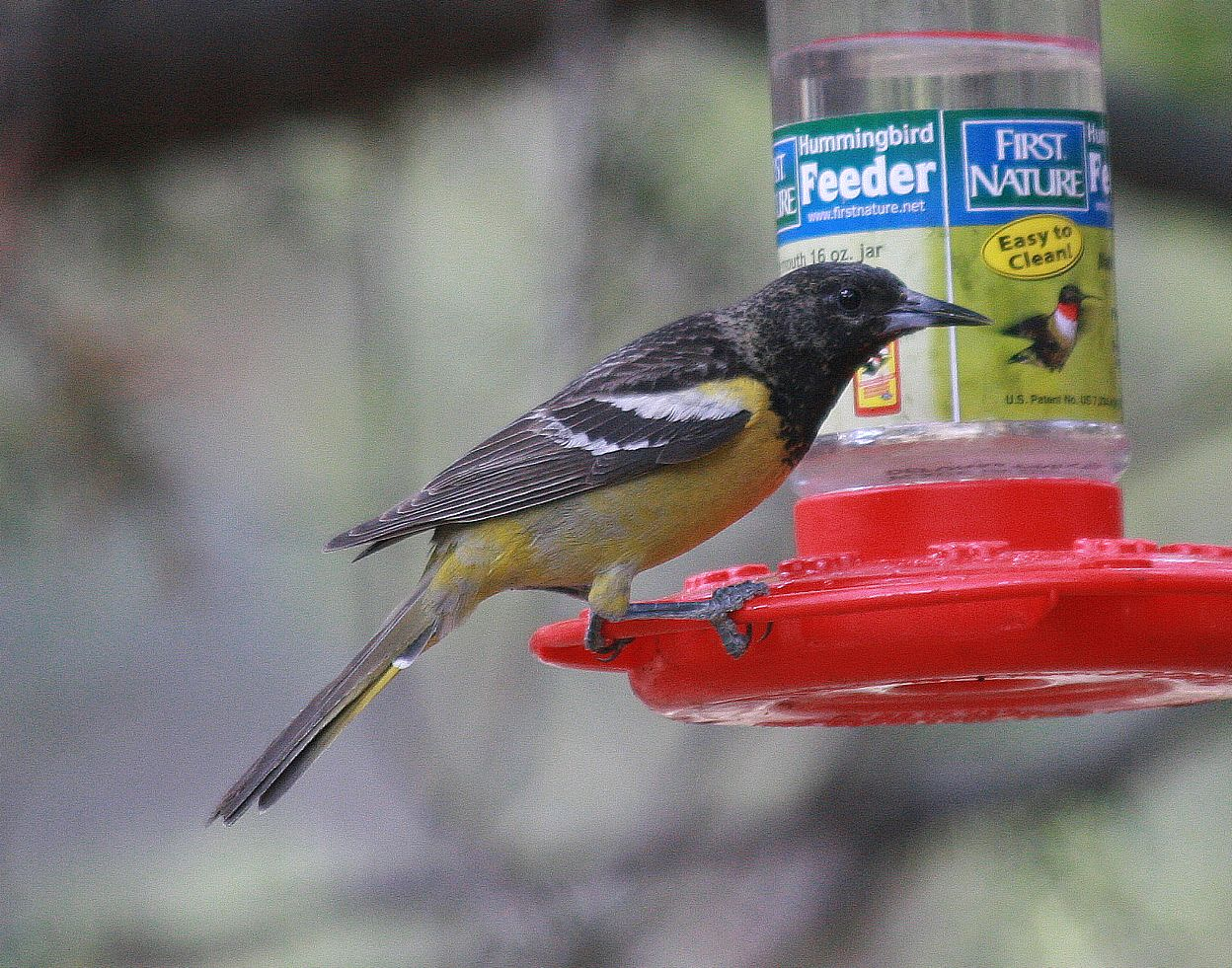
Oriole jaune-verdâtre femelle posée sur un distributeur d'eau sucrée

Omnivore, il se nourrit d'arthropodes, comme des Sauterelles, de petits coléoptères, des chenilles, des papillons, des fourmis, des hyménoptères ou des larves d'insectes, mais aussi de fruits (baies, fruits de palmiers ou de cactus...). Plusieurs observations ont montré qu'il est aussi capable de prélever du nectar dans les fleurs. Il se nourrit souvent sur les yuccas et autres agaves dont la floraison attire de nombreux insectes et fournit du nectar consommé par cet oiseau,.
Il est parfois l'hôte des distributeurs d'eau sucrée placés pour attirer les colibris.

### Vocalisations
Les cris d'appel sont des tcheuk rauques. Le chant est constitué de notes flutées, sifflées en séries de thèmes ascendants puis descendants ; il est assez ressemblant à celui de la Sturnelle de l'Ouest.
Sur son aire de répartition, il est l'un des premiers oiseaux à chanter puisqu'il débute ses chants avant le lever du jour. Il peut être entendu à n'importe quel moment de la journée tout au long de la saison de nidification ; il a même été entendu en train de chanter dans les zones d'hivernage. Pendant la saison de nidification, la femelle chante depuis le nid pour répondre au chant du mâle. Le chant de la femelle ressemble à celui du mâle, en moins puissant,.

### Reproduction
L'Oriole jaune-verdâtre niche à partir de mai ou début juin. Cette espèce est monogame pour une saison. Les mâles se ménagent alors un vaste territoire activement défendu. Les nids sont bâtis dans des yuccas ou à la base de branches d'arbres (pin, genévrier, sycomore...). Ils sont tissés de d'herbe sèche ou le plus souvent de fibres de yucca ou de palmier, voire de crins d'animaux, et construits de sorte qu'ils pendent dans le vide. Ces nids sont fort solidement bâtis et peuvent subsister pendant plusieurs années.
La ponte comprend en moyenne 3 ou 4 œufs (en fait de 1 à 5 pour les valeurs extrêmes) de teinte pâle, bleuâtre, et tachés de sombre (gris, noir, brun ou pourpre), qui seront couvés pendant 14 jours. C'est la femelle qui assure l'incubation. Les oisillons, nidicoles, pèsent 2 g à la naissance. Les deux parents s'occuperont après l'éclosion du soin aux jeunes pendant deux semaines. Il est assez courant que le couple tente une deuxième nichée, généralement dans un nouveau nid ; il est beaucoup plus rare qu'il en tente une troisième,.
À un an, les mâles ne possèdent pas encore leur livrée adulte, mais des jeunes de cet âge ont été observés en train de s'accoupler. Cependant, la plupart des mâles attendront la 2e année pour se reproduire,. Le record actuel de longévité chez cette espèce est de 6,4 ans.

## Répartition et habitat

### Habitat
Il vit en général dans des habitats arides ou semi-arides, dans des régions boisées ou comprenant des végétaux suffisamment hauts (forêts de peupliers/sycomores dans les canyons, zones boisées à Juniperus et Pinus cembroides en altitude, yuccas arborescents et palmiers, surtout du genre Washingtonia, dans les zones purement désertiques). Sur une bonne partie de son aire de répartition, l'Oriole jaune-verdâtre est inféodé aux yuccas qui lui fournissent nourriture (nombreux insectes, nectar) et abri (lieu et matériaux pour la construction du nid),,.

### Répartition
Son aire de répartition s'étend au sud-ouest des États-Unis et au Mexique, dans les déserts de ces régions.
Il niche en Californie, au Nevada, dans l'Utah, en Arizona, au Nouveau-Mexique, au Texas et dans presque tout le Mexique (jusque dans les états d'Oaxaca et de Veracruz).
Alors que dans le centre et le sud du Mexique, les populations sont résidentes à l'année, celles vivant plus au nord migrent vers ces mêmes régions en hiver. Au printemps, les mâles sont les premiers à revenir, suivis des femelles puis des mâles juvéniles.
On peut très occasionnellement le croiser dans d'autres états de l'ouest des États-Unis, ainsi que dans le Minnesota, le Wisconsin et la Louisiane.

## Systématique
Cette espèce monotypique ne présente pas de sous-espèces.
L'étymologie de son nom : Icterus vient du terme grec "ikteros", signifiant la jaunisse et parisorum a été attribué à cette espèce par Charles-Lucien Bonaparte en 1838, en commémoration des frères Paris qui, bien des années plus tôt, avaient lors d'un voyage au Mexique financé la collection et l'expédition vers la France de nombreux spécimens zoologiques.
Oriole vient (comme le mot Loriot, d'ailleurs) du provençal ancien auriol, lui-même dérivé du latin aureolus : de la couleur de l'or. L'adjectif jaune-verdâtre fait référence à la couleur des parties inférieures de l'oiseau. Un général de la guerre de Sécession américaine, Darius Couch, voulut renommer cet oiseau en l'honneur de son supérieur, le Général Winfield Scott (1786–1866), d'où l'appellation vernaculaire d'Oriole de Scott.
Originellement placée dans la famille des Icteridae, l'espèce a temporairement été considérée comme faisant partie des Fringillidae dans la classification de Sibley et Monroe, la famille des Icteridae ayant été rétrogradée en sous-famille des ictérinés (ou Icterinae). L’American Ornithologists' Union, l’European Ornithologists' Union et le Congrès ornithologique international ont par la suite redonné son ancien statut à la famille des Icteridae[réf. nécessaire].

## Statut et préservation
L'aire de répartition de cette espèce étant estimée à plus de deux millions de kilomètres carrés, et sa population comptant environ 1,6 million d'individus, l'UICN l'a classée dans la catégorie LC (préoccupation mineure).

### Médias externes
- Deux photos concernant l'Oriole jaune-verdâtre sur le site Calphotos, dont une montre un nid sur un yucca.
- Galerie d'images de l'Oriole jaune-verdâtre sur le site Flickr via Avibase
- Collection de vidéos et photos de l'Oriole jaune-verdâtre sur le site IBC (Internet Bird Collection)